# Altar (filme)
Altar é um filme de drama experimental português, de 2002, realizado, escrito e produzido por Rita Azevedo Gomes. A longa-metragem é protagonizada por René (versão ficcionalizada interpretada pelo próprio René Gouzenne), um dramaturgo que recorda as sensações do seu primeiro amor. A questão cinematográfica da obra relaciona-se com a literatura, o teatro e a pintura.
Altar foi apresentado na secção European perspectives no Festival de Cinema de Turim, a 11 de novembro de 2002. Em Portugal, esteou a 3 de outubro de 2003, quando foi exibido na Twin Towers (Lisboa) e na Casa das Artes (Porto).

## Sinopse
René é um ator e escritor de cerca de 60 anos que, após a morte de sua esposa Helene, decidiu isolar-se do mundo. Há muitos anos que se mudou para uma ilha e sente-se orgulhoso do facto de raramente ver outras pessoas. Ainda assim, gosta de passar horas em conversas ao telefone com amigos, que se assumem como fantasmas de um passado distante.
O isolamento de René é perturbado por uma profunda inquietação das recordações de juventude do seu primeiro amor, que permanecem tão inescrutável como antes. O homem relembra com afetividade a imagem passada desse amor, Madeleine, sobre a qual constrói uma narração dirigida a um ouvinte silencioso. Desta história desenvolvida pelo protagonista emerge uma enigmática enunciação da figura feminina, bem como várias imagens pictóricas associadas à identidade de Madeleine.
O homem encontra-se dominado pelo impulso de repetir infinitamente este episódio de enamoramento. Quando refere o quão perseguido se sente por estas imagens, ouvem-se os versos "Imagens tão mudas que, aos olhá-las, me pareça que fechei os olhos". Este é um filme sobre os mistérios da memória, sobre o poder de expressão através da palavra falada.

## Elenco
- René Gouzenne, como René.
- Patrícia Saramago, como Madeleine.

###### Participantes
- Alice Lovelace[8]
- Susana Moody
- Thomas Toutain

## Produção
Altar é uma longa-metragem de Portugal, de 2002, produzida por Rita Azevedo Gomes com o apoio de Bazar do Vídeo, David & Golias, Lx Filmes, Abril em Maio, Ciência Gráfica, Concept e Tóbis Portuguesa.

### Desenvolvimento

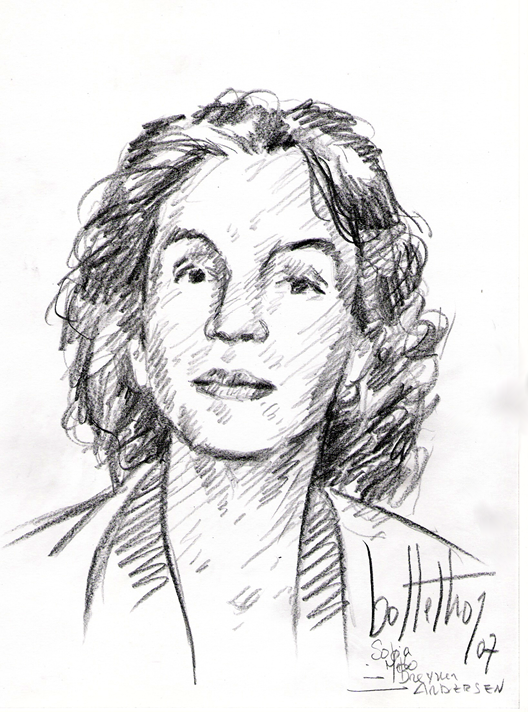
Versos do poema Um dia branco, de Sophia de Mello Breyner Andersen, são repetidos ao longo de Altar.

Após a experiência de realizar Frágil como o Mundo, uma produção com mais recursos financeiros, mas também mais controlada artisticamente, Azevedo Gomes pretendia recuperar alguma liberdade criativa. O projeto de Altar nasceu da intenção da realizadora em filmar um texto de 40 páginas que a fascinava, utilizando apenas um ator, num cenário açoreano. Interessava-lhe rodar no Pico pelo contraste de tons do azul do oceano, a rocha negra e a floresta. A realizadora concorreu a um subsídio para concretizar o filme que, não tendo sido atribuído, levou-a a optar por adaptar o projeto de modo a ser realizável com um orçamento diminuto: "Cruzar os braços não faz o meu género, tenho de me manter em pé e de continuar a trabalhar. Se não me querem apoiar, paciência. Limito-me muito ao que posso: se só tenho quatro dias para filmar, tento filmar nesses quatro dias — e às vezes as dificuldades até dão coisas muito boas."
Rita Azevedo Gomes escreveu o argumento do filme, que consiste na apropriação de excertos de obras literárias como passagens de poesia de E. E. Cummings e Sophia de Mello Breyner Andersen (versos do poema Um dia branco são repetidos ao longo de Altar).

### Rodagem
O filme foi rodado na Serra de Montejunto, numa casa emprestada à realizadora. Esta ficção experimental foi filmada por conta própria Azevedo Gomes. As restrições impostas pelo orçamento contribuíram para os seus visuais austeros, a opção por gravar em digital e representaram um esforço de grupo para todos os envolvidos. Em determinados momentos de produção, a volatilidade das equipas artísticas e técnicas causou constrangimentos adicionais, sendo que a realizadora teve de substituir membros da equipa técnica quando algum dos profissionais de som ou fotografia não tivessem disponibilidade para participar na rodagem.

### Música
A banda sonora do filme inclui temas do músico italiano Roberto Murolo. A música mais recorrente ao longo da obra é a canção dinamarquesa intitulada Altar, interpretada a capella por Susana Moody no Teatro Nacional de São Carlos, propositadamente para o filme.

## Temas e estética
Altar é um filme de natureza experimental, que explora as recordações de um amor de juventude, nomeadamente um pequeno gesto físico de Madeleine. Há uma continuidade temática com O Som da Terra a Tremer e Frágil como o Mundo, filmes que narram amores juvenis. Em Altar, Azevedo Gomes pretendia "tentar compreender o que se passa entre as imagens, dentro do seu silêncio". No argumento do filme, Rita Azevedo Gomes apresenta versos de poesias que se vão repetindo, como ecos soltos e esquecidos, assumindo a forma de discursos fragmentados. A realizadora e argumentista repete a sua metodologia em Frágil como o Mundo, apropriando-se de excertos de obras literárias, mas também de pormenores imagéticos. De facto, este é o seu filme em que a pintura interfere mais diretamente na narrativa. Altar é construído como um desdobramento lento dos acontecimentos e implicações que cercam a carícia de Madeleine, em que o relato literário de memórias é acompanhado por passagens de poesia, detalhes de pinturas, bem como uma banda sonora que interliga sons da natureza e peças musicais. O cinéfilo Olaf Möller denota que este conceito de colagem, pelo modo como se fundem elementos esteticamente diferentes num todo coerente, é extremamente importante para o cinema de Azevedo Gomes.
O filme explora os paralelismos paradoxais entre experiências sensoriais ou estéticas, por um lado; e a mistura de dimensões espaço-temporais, por outro. Há um dispositivo que se repete continuamente: a sugestão de ambientes através da descrição dos mesmos. O discurso contínuo do protagonista acerca da carícia do seu primeiro amor, abre para a dimensão temporal que se sobrepõe no momento final à imagem de uma criada a tocar na mão de René enquanto este dorme, tornando real uma imagem que até àquele momento havia sido apenas evocada.

## Distribuição
Altar foi selecionado para edição de 2002 do Festival de Cinema de Turim, onde estreou na secção European perspectives no Festival de Cinema de Turim, a 11 de novembro. Em Portugal, o filme estreou a 3 de outubro de 2003, quando foi exibido na Twin Towers, em Lisboa, e na Casa das Artes, no Porto.

### Retrospetivas
Desde a sua estreia em Turim, o filme integrou Festivais internacionais de cinema, no âmbito de sessões de retrospetiva das obras de Rita Azevedo Gomes. De entre esses eventos, destacam-se os seguintes:
- Festival Internacional de Cinema Independente de Buenos Aires (Argentina, abril de 2014).[18]
- Black Canvas Contemporary Film Festival (México, 2019).[19]
- Lisbon & Sintra Film Festival (Portugal, 2019).[20]

## Receção
Em Portugal, o filme foi visto por 1.023 espetadores, durante o ano de 2003.
No seu ensaio sobre o conjunto da obra de Azevedo Gomes, Cristina Álvarez López e Adrian Martin descrevem Altar enquanto uma longa-metragem "incrivelmente bela, muito alinhada com uma ideia de que Oliveira e Bénard da Costa discutem na 15ª Pedra: que o poder de uma imagem não vem do que mostra, mas do que significa, de um sentido que não é estritamente visível, e somente pode ser encontrado indo direito “dentro” do trabalho." Olaf Möller (Mubi Notebook) defende que Altar é "talvez (apenas talvez) a sua maior obra", referindo-se ao cinema de Azevedo Gomes.
Clara Martín colocou Altar a par com o filme também de Rita Azevedo Gomes, Correspondências, em segundo lugar no seu top de melhores filmes de 2016.
Altar valeu a Rita Azevedo Gomes o prémio de melhor realização no 2º Festival Internacional de Cinema de Angra do Heroísmo.